# Iglesia de San Andrés (Zamora)
La iglesia de San Andrés es un templo, en origen románico, ubicado en la ciudad de Zamora, España. En el siglo XII existía un templo con la misma advocación. Fue reedificada entre 1550 y 1570 por cuenta de las indicaciones del testamento de Antonio de Sotelo Cisneros, uno de los capitanes de Hernán Cortés en la conquista de México. Es por esta razón por la que existen detalles de arquitectura gótica en su interior. De la fábrica original conserva parte de la fachada norte y la torre (desmochada).

## Historia
El autor de la reedificación realizada en el siglo XVI fue el arquitecto salmantino Martín Navarro. La construcción se comenzó por la cabecera y se diseñó de tal forma que tiene dos ábsides en él. De esta forma la nave resultante quedó amplia. Pedro del Casar y Diego de la Trecha fueron los encargados de levantar los muros foreros y la portada occidental. El zamorano García de Luzaga fue quién resolvió el cerramiento de la gran crujía. En el siglo XVIII el arquitecto Ventura Vicente remató la obra dándole la forma que posee en el siglo XXI.

## Características
En Tiene la singularidad de poseer en su cabecera dos capillas gemelas, comunicadas entre sí. Originalmente una era para los feligreses en general y la otra estaba reservada para la familia Sotelo. La pieza más destacada de su interior es el sepulcro del propio Antonio de Sotelo, con la estatua orante del difunto tallada en alabastro que fue labrada por Pompeo Leoni en los últimos años del siglo XVI. Digna de mención es la Virgen de la Saleta, obra de Ramón Álvarez que desde el año 2014 se venera en la capilla de San Nicolás de Tolentino. Destaca igualmente la capilla de Francisco Hurtado de Hevia. También en esta iglesia se encuentra al culto La Dolorosa de Ricardo Segundo, que procesiona con la Cofradía de la Vera Cruz en la tarde del Jueves Santo.

### Planta
Su planta es rectangular de una sola nave (8) de tres tramos, con ábside de cabecera poligonal y tramo recto del presbiterio. La torre (5) se halla ubicada en la fachada norte (1) en el primer tramo de la iglesia.

El pórtico está ubicado en la fachada oeste (4). Existe otra puerta, actualmente cegada, en el tercer tramo de la fachada norte.

Realizada con sillar de arenisca, presenta la orientación litúrgica habitual.

El acceso al templo se efectúa por el pórtico oeste.
No hay facilidad de acceso al exterior del ábside y de la torre; la fachada sur (2) está oculta por el Seminario adjunto.

### Marcas de cantero
Se han identificado 178 signos de 45 tipos diferentes, todos ellos de diseño sencillo de 1 a 7 trazos con predominio de trazo recto, perfil y trazo normal.

Su distribución por zonas puede verse en el informe ‘Distribución’.

En el informe 'signos rectores', se aprecia que hay 4 logias de canteros que trabajaron en la fachada norte, 2 en la este, 1 en la oeste y 2 en la torre.

El resto de signos pueden agruparse en:

‘Comunes’, Aspas y ángulos, habituales en todos los edificios. 

‘Ideogramas’, con un significado simbólico religioso, de protección del templo.

Los tipos y morfologías identificadas son típicas de una etapa constructiva del siglo XI, ver informe "Etapas históricas".

La densidad de signos, 6 %, es típica de otras construcciones similares de la zona.